# Exodus (Zvezdna vrata SG-1)
Exodus je naslov epizode znanstveno-fantastične serije Zvezdna vrata, v kateri se ekipa SG-1 odpravi v domovino Tok'ra. S Kronosovo matično ladjo pristanejo v Vorashu, kjer oznanijo, da nameravajo Tok'ri posoditi velikansko ladjo in jim tako omogočiti selitev na nov planet. V isti epizodi razkrinkajo Apophisovega vohuna Tanitha in ga zaprejo, vendar jim ta kmalu spet pobegne.